# 윌슨 발데스
윌슨 안토니오 발데스(Wilson Antonio Valdez, 1978년 5월 20일 ~ )는 전 요크 레볼루션의 소속이다.

## KIA 타이거즈 시절
2008년에 KIA 타이거즈에 입단했으나 성적 부진으로 방출되었으며 퇴출 후 도쿄 야쿠르트 스왈로즈 유니폼을 입었는데 당시 등록명은 "윌슨"이었다.
1. ↑  노경열 (2008년 6월 9일). “'KIA 퇴출' 발데스 임창용 있는 야쿠르트 행”. 스포츠조선. 2020년 8월 23일에 확인함.